# Клюшниківська сільська рада
Клюшниківська сільська рада — колишній орган місцевого самоврядування у Миргородському районі Полтавської області з центром у c. Клюшниківка.

## Населені пункти
Сільраді були підпорядковані населені пункти:
- c. Клюшниківка
- с. Андріївка
- с. Вовки
- с. Гасенки
- с. Григорівка
- с-ще Дібрівка
- с. Залізняки
- с. Сохацьке
- с. Травневе
- с. Штомпелі

1988 року зняті з обліку села В'язове і Новоселиця.